# Comunicação háptica

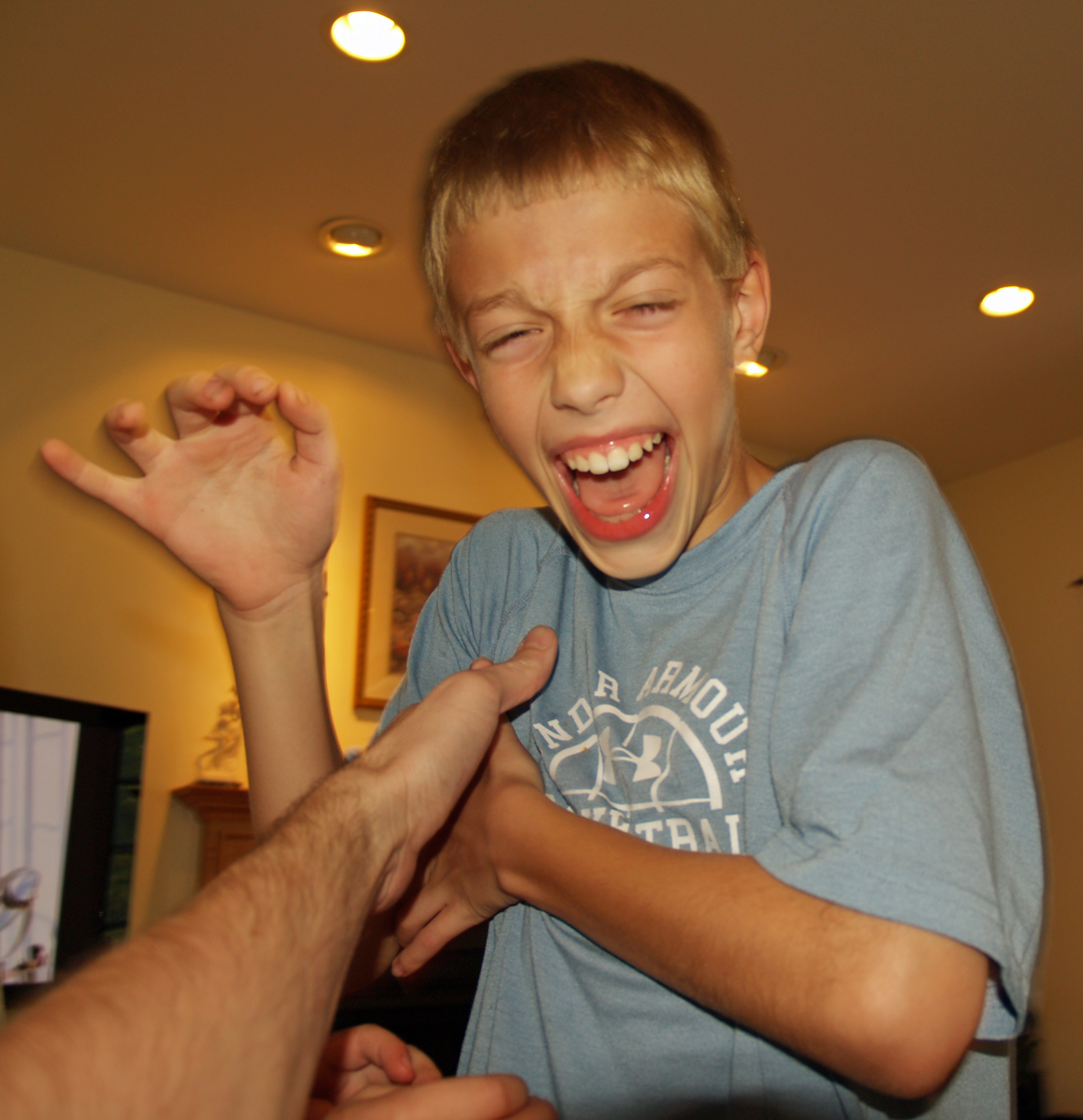
Um menino rindo enquanto lhe fazem cócegas

A comunicação háptica é um ramo da comunicação não verbal que se refere às maneiras pelas quais pessoas e animais se comunicam e interagem por meio do sentido do tato, o mais sofisticado e íntimo dos cinco sentidos. O tato ou háptico, da antiga palavra grega haptikos, é extremamente importante para a comunicação; é vital para a sobrevivência.
O tato é o primeiro sentido a se desenvolver no feto. O desenvolvimento dos sentidos hápticos de um bebê e como ele se relaciona com o desenvolvimento dos outros sentidos, como a visão, tem sido alvo de muitas pesquisas. Observou-se que os bebês humanos têm uma enorme dificuldade em sobreviver se não possuírem o sentido do tato, mesmo que mantenham a visão e a audição. Bebês que podem perceber através do toque, mesmo sem visão e audição, tendem a se sair muito melhor.
Da mesma forma que os bebês, nos chimpanzés o sentido do tato é altamente desenvolvido. Como recém-nascidos, eles vêem e ouvem mal, mas se apegam fortemente às suas mães. Harry Harlow conduziu um estudo controverso envolvendo macacos rhesus e observou que os macacos criados com uma "mãe de pano felpudo", um aparelho de alimentação de arame envolto em um pano felpudo mas macio que proporcionava um nível de estimulação tátil e conforto, eram consideravelmente mais estáveis emocionalmente como adultos do que aqueles com uma mera mãe de arame. Para seu experimento, ele apresentou aos bebês uma mãe substituta vestida e uma mãe substituta de arame que segurava uma mamadeira com comida. Acontece que os rhesus passavam a maior parte do tempo com a mãe de pano felpudo, sobre o substituto de arame com uma garrafa de comida, o que indica que eles preferiam o toque, o calor e o conforto ao invés do sustento.
O tato pode vir de muitas formas diferentes, algumas podem promover o bem-estar físico e psicológico. Um toque caloroso e amoroso pode levar a resultados positivos, enquanto um toque violento pode levar a um resultado negativo. O sentido do tato permite experimentar diferentes sensações como: prazer, dor, calor ou frio. Um dos aspectos mais significativos do tato é a capacidade de transmitir e aumentar a intimidade física. O sentido do tato é o componente fundamental da comunicação háptica para as relações interpessoais. O toque pode ser categorizado em muitos termos, como positivo, lúdico, controle, ritualístico, relacionado à tarefa ou não intencional. Pode ser tanto sexual (beijar é um exemplo que alguns percebem como sexual) e platônico (como um abraço ou um aperto de mão). Golpear, empurrar, puxar, beliscar, chutar, estrangular e combate corpo a corpo são formas de tato no contexto do abuso físico.